# Земля до начала времён 10: Великая миграция Длинношеих
«Земля до начала времён 10: Великая миграция Длинношеих» (англ. The Land Before Time X: The Great Longneck Migration) — мультфильм производства США, продолжающий мультипликационную серию «Земля до начала времён» (2003).

## Сюжет
Литтлфуту снятся кошмарные сны, в которых Великий Дневной Круг зловещим образом изменяется и гаснет. Рассказав об этих снах своему дедушке, он узнаёт, что они — не что иное, как знамение, возвещающее о начале Великой Миграции Длинношеих. Вместе с дедушкой и бабушкой Литтлфут отправляется в далёкий путь, впервые оставив друзей дома. Обиженные и заинтригованные, Сэра, Даки, Спайк и Питри пускаются по его следам. По дороге к ним присоединяется огромный старый апатозавр Пэт.
Тем временем Литтлфут и его семья приходят в неведомую долину, где со всех концов света собираются их сородичи. Здесь Литтлфуту предстоит принять участие в таинственной церемонии и встретиться с тем, кого он никогда не знал и даже не мечтал увидеть — с собственным отцом…

## Персонажи и актёры
- Алек Медлок — Литтлфут (англ. Littlefoot).
- Энди Макэфи — Сэра (англ. Cera).
- Эйриа Кёрзон — Даки (англ. Ducky).
- Джефф Беннетт — Питри (англ. Petrie).
- Кеннет Марс — Дедушка (англ. Grandpa Longneck).
- Мириам Флинн — Бабушка (англ. Grandma Longneck).
- Роб Полсен — Спайк (англ. Spike).
- Брэндон Майкл ДеПол — Кроха (англ. Shorty).
- Кайфер Сазерленд — Брон (англ. Bron).
- Джеймс Гарнер — Пэт (англ. Pat).
- Бернадетт Питерс — Сью (англ. Sue).
- Джон Ингл — Отец Сэры.
- Фрэнк Уэлкер — саркозух, тираннозавры.